# Ring of Fire (musikgrupp)
Ring of Fire är ett svenskt countryrock/blues-band som bildades 1993 av basisten Bacon. Bandet består dessutom av medlemmarna Tommy Eriksson (keyboards), Linus Bladh (trummor), Patrick Areklew (gitarr), Mats Rosén (Steel guitar) ochMarie Hedman på sång. 
Ring Of Fires första skiva kom 2001, en maxi-singel - Iron horse som spelades in i Music Mill Studio i Kumla. Tre år senare, 2004, släpptes debut-CD:n That mirror must be lyin'. Ring Of Fire är nu aktuell[när?] med sin tredje skiva, Walk the line, inspelad på Purple Sound hösten 2008. Ledmotivet Walk The Line, som även är titeln på skivan, är skriven av Patrik Ahlm.

## Diskografi
- Iron Horse (2001)
- That Mirror Must be Lyin' (2004)
- 'Walk The Line (2008)